# Green Lands
Pistes de Héritage des Celtes
Language of the Gaels Maro eo ma Mestrez
Green Lands (« Terres vertes ») ou Theme for the Green Lands dans son nom d'origine, est un thème musical écrit par Dan Ar Braz, paru en 1994 dans son album Theme for the Green Lands. Cette mélodie devient célèbre au même moment par son interprétation par l'Héritage des Celtes, un ensemble interceltique dont Dan Ar Braz est le fédérateur. Green Land a marqué la période de l'Héritage des Celtes par son succès fédérateur. Air de prédilection pour les cornemuses et pipe bands, il est devenu un hymne pour les nations celtes. Dan Ar Braz le réinterprète en concert, et de manière plus marquée avec son projet Celebration en 2012, à nouveau accompagné du Bagad Kemper.
La mélodie du thème est reprise par le Bagad Bro Kemperle dirigée par Bruno Le Rouzic à la fin de la chanson Je voudrais vous revoir de Jean-Jacques Goldman parue sur l'album Chansons pour les pieds de ce dernier.

## Enregistrements
- 1994 : Theme for the Green Lands - Dan Ar Braz
- 1994 : Héritage des Celtes - Dan Ar Braz et l'Héritage des Celtes
- 1995 : En concert - Dan Ar Braz et l'Héritage des Celtes
- 1998 : Zénith - Dan Ar Braz et l'Héritage des Celtes
- 1999 : Bretagnes à Bercy - Dan Ar Braz et l'Héritage des Celtes